# Departamentos in Paraguay
Paraguay besteht seit 1993 aus 17 Departamentos und dem Distrito Capital, der die Hauptstadt Asunción umfasst (Hauptstädte jeweils in Klammern):
1. Alto Paraguay (Fuerte Olimpo)
2. Alto Paraná (Ciudad del Este)
3. Amambay (Pedro Juan Caballero)
4. Asunción
5. Boquerón (Filadelfia)
6. Caaguazú (Coronel Oviedo)
7. Caazapá (Caazapá)
8. Canindeyú (Salto del Guairá)
9. Central (Areguá)
10. Concepción (Concepción)
11. Cordillera (Caacupé)
12. Guairá (Villarrica)
13. Itapúa (Encarnación)
14. Misiones (San Juan Bautista)
15. Ñeembucú (Pilar)
16. Paraguarí (Paraguarí)
17. Presidente Hayes (Villa Hayes)

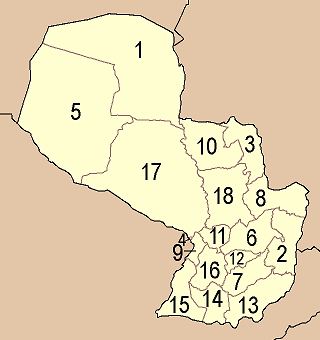
Departamentos in Paraguay

18. San Pedro (San Pedro del Ykuamandyju)

Eine erste Aufteilung des Landes in Departamentos wurde durch den Gesetzgeber im Jahre 1906 vorgenommen. Seinerzeit wurde zwischen einem Landesteil östlich des Río Paraguay (Provinz Oriente) mit zwölf Departamentos und dem Bezirk um die Hauptstadt sowie einem westlichen Landesteil (Provinz Occidente) unter militärischer Verwaltung unterschieden. 
Diese Verwaltungseinteilung wurde im Laufe der Jahre mehrfach geändert. Die letzte Änderung der Departamentogrenzen wurde 1992 durchgeführt, als die im westlichen, vormals militärisch verwalteten Landesteil der Provinz Occidente zwischenzeitlich bestehenden Departamentos Chaco und Nueva Asunción in die jetzt noch verbliebenen drei Departamentos Alto Paraguay, Boquerón und Presidente Hayes eingegliedert wurden. 
Jedes der aufgeführten Departamentos ist weiter in Distrikte unterteilt.